# غیوک
غیوک یا با تلفظ اهالی غیوگ روستایی است در دهستان القورات از توابع بخش مرکزی شهرستان بیرجند، واقع در استان خراسان جنوبی در 30 کیلومتری جاده بیرجند مشهد در دامنه کوههای گردنه ثمن‌ شاهی که بر پایه سرشماری عمومی نفوس و مسکن در سال ۱۳۹۵ جمعیت این روستا ١٩۵ نفر (در ٧٨ خانوار) بوده‌، این رقم بر اساس آمار سال ۱۳۸۵ بالغ بر ٢٣۴ نفر (در ٨۶ خانوار بوده است.<ref>{{سرشماری ۱۳۹۵|۲۹}
امکانات
این روستای خوش آب و هوا دارای امکانات رفاهی مناسب زندگی شامل راه آسفالت (حدود ٩٠٠متر تا جاده اصلی بیرجند مشهد)، آب آشامیدنی لوله کشی و قنات آب شیرین، گاز شهری، تلفن، مرکز جامع خدمات درمانی روستایی (درمانگاه)، خانه بهداشت، مدرسه، پست بانک، صندوق قرض الحسنه، شرکت تعاونی روستایی، شعبه توزیع نفت، سوپر مارکت و... میباشد.
شغل اهالی روستا کشاورزی و دامداری میباشد.
هرچند که هم اکنون عزیزانی بازنشسته نیز مجدد به روستا برگشته و مشغول کشاورزی و سرگرمی پس از بازنشستگی می‌باشند. 
میدان اصلی روستا در ورودی روستا با نام امام حسین (ع) نام گذاری شده که اماکنی همچون حسینه صاحب الزمان، مسجد صاحب الزمان، دهیاری، دفتر شورا، صندوق قرض الحسنه، حمام قدیمی، شرکت تعاونی خاتم و سکوی برداشت آب شیرین قنات گرداگرد آن قرار گرفته اند، محل تجمعات اصلی مردم روستا مانند مراسمات مذهبی و اعیاد و عروسی و عزا میباشد.
از دیگر محله های روستا می‌توان به کوچه های امام حسین، امام علی، شهید حسن رضائي، پیامبر اعظم، امام جواد نام برد.

تنها شهید روستا بنام شهید حسن رضائي میباشد.